# NGC 1321
NGC 1321 é uma galáxia espiral (Sa) localizada na direcção da constelação de Eridanus. Possui uma declinação de -03° 00' 55" e uma ascensão recta de 3 horas, 24 minutos e 48,6 segundos.
A galáxia NGC 1321 foi descoberta em 20 de Setembro de 1784 por William Herschel.